# My Brother the Pig
My Brother the Pig är en äventyrsfilm från 1999 regisserad av Erik Fleming och med Scarlett Johansson, Judge Reinhold, Alex D. Linz och Eva Mendes i huvudrollerna.

## Handling
En pojke vid namn George förvandlas till en gris och i ett farligt och tokigt äventyr åker pojken med sin vän Freud, sin syster Kathy och deras hushållerska Matilda till Mexiko för att där kunna hitta medlet för att göra honom till pojke igen - och detta innan deras föräldrar kommer hem från sin tripp till Paris. 

## Skådespelare
- Nick Fuoco som George Caldwell
- Scarlett Johansson som Kathy Caldwell
- Judge Reinhold som Richard Caldwell
- Romy Windsor som Dee Dee Caldwell
- Eva Mendes som Matilda
- Alex D. Linz som Freud